# Adiutor
Adiutor war im Römischen Reich die allgemeine Bezeichnung für den „Helfer“ oder „Beistand“, meist aber umgangssprachlich eher pejorativ für einen „Helfershelfer“ oder die untergeordnete, wenig bedeutende „Hilfskraft“.
In der Rechtssprache war der Adjutor der Gehilfe eines Funktionsträgers sowohl bei privatrechtlichen Aufgaben als auch im hoheitlichen Bereich bei Magistraten, später bei hohen Beamten in der Rechtspflege, selbst bei leitenden Subalternbeamten. Am Kaiserhof hatte auch ein Prokurator, Vorsteher oder magister häufig einen oder mehrere Adjutoren in vielfältigen Funktionen. Die Notitia dignitatum belegt bei höheren Hofbeamten, Militärkommandeuren und in der Zivilverwaltung der Provinz neben den Adjutoren auch noch subadiuvae. Beamten ohne eigenes Büro wurden Adjutoren aus anderen Stuben (scrinia) oder Schulen (scholae) zugewiesen, sowohl als Adjutanten des Amtsinhabers und seiner Büroleiter als auch in verschiedenen anderen Stabsfunktionen. In den Matrikelordnungen der Behörden stehen die Adjutoren, die ritterlichen oder senatorischen Ranges sein können, meist den leitenden Beamten nahe, mit denen sie Anordnungen auszuführen haben und ihre Gesetzmäßigkeit zu verantworten haben.